# Pacitan (plaats)
Pacitan is een bestuurslaag in het regentschap Pacitan van de provincie Oost-Java, Indonesië. Pacitan telt 3579 inwoners (volkstelling 2010).

## Geboren
- Susilo Bambang Yudhoyono (1949), president van Indonesië (2004-2014)